# 糸吉了一
糸吉 了一（いとよし りょういち）は、日本の漫画家、イラストレーター、ストリーマー。

## 経歴
2011年頃から広告漫画を継続的に多数制作。

2011年、「プラスマイナスゼロ」(別名義)で第28回『ゲッサン - GET THE SUN 新人賞』にて佳作を受賞。その後、2014年に2011年分を含む過去受賞作品を併せてゲッサン公式サイトに結果掲載

2015年、「誰も知らないブルース」が第67回ちばてつや賞佳作を受賞
。
『週刊Dモーニング新人増刊号』（講談社）に「ふぞろいの家」を掲載。

2016年『月刊コミックバーズ』幻冬舎に「きみとみた町」を掲載。瀬尾まいこ原作『僕らのごはんは明日で待ってる』コミカライズにて糸谷良子名義で作画を担当。

2019年8月、糸吉がTwitterで発表していた作品『パパと巨乳JKとゲーム実況』の連載を『ComicWalker』（KADOKAWA）と『ニコニコ静画』（ドワンゴ）にて開始
。

2021年4月 『パパと巨乳JKとゲーム実況』の連載と並行で『ぬいぐるみのお医者様』をTwitter上で公開開始、こちらも好評を博している

## 評価
第67回ちばてつや賞佳作を受賞した際、ちばてつやは「キャラクターが爽やかで、表情の描き方もうまい」と評価している。

当時の担当編集者も「才能を感じ」、「キャラの表情も印象的」だと評価。

## 作品

### 書籍情報

#### 連載
- パパと巨乳JKとゲーム実況（『ComicWalker』『ニコニコ静画』2019年8月[9] - 完結、全5巻） - SNSで発表後連載化[9]

#### 単行本
- パパと巨乳JKとゲーム実況 株式会社KADOKAWAより発売[12]
  - パパと巨乳JKとゲーム実況 1巻　(2020/2/25、電撃コミックスNEXT） ISBN 978-4-04-913032-4
  - パパと巨乳JKとゲーム実況 2巻　(2020/8/27、電撃コミックスNEXT） ISBN 978-4-04-913393-6
  - パパと巨乳JKとゲーム実況 3巻　(2021/2/27、電撃コミックスNEXT） ISBN 978-4-04-913666-1
  - パパと巨乳JKとゲーム実況 4巻　(2021/8/27、電撃コミックスNEXT） ISBN 978-4-04-913927-3
  - パパと巨乳JKとゲーム実況 5巻　(2022/2/26、電撃コミックスNEXT） ISBN 978-4-04-914259-4

#### 短編収録
- 尊い。 4Pショート・ストーリーズ（2019/10/25、一迅社） ISBN 978-4-7580-2055-8

#### 読み切り
- ふぞろいの家（『週刊Dモーニング新人増刊号』2015年8月）[2]
- きみとみた町（『月刊コミックバーズ』2016年4月）[2]
- 兄妹ごっこ（尊い。4Pショート・ストーリーズより出張掲載）（『まんが4コマぱれっと 2020年1月)

### 広告作品
- 広告企業漫画「エルーアと彼女の秘密」 2019年3月[2]
- 他広告企業漫画（東進ハイスクールetc）[2]

### 劇中作品
- NHK どーもマンガです。「サラリーマン土方歳三 -もし幕末の英雄が会社員なら-」 2017年12月[2][13][14][15][16]。
- NHKドラマ「腐女子、うっかりゲイに告る」作中漫画・アニメポスター制作 2019年3月[2][17][18]。

### 糸谷良子名義での活動
- 僕らのごはんは明日で待ってる(原作 瀬尾まいこx作画 糸谷良子) 幻冬舎より発売
  - 僕らのごはんは明日で待ってる 全1巻(2016/11/24 バーズコミックス スペシャル)[2][6] ISBN 978-4-344-83846-8

## その他の活動

### ストリーマーとしての活動
- 2021年5月頃からTwitchにて配信開始[19]
自身で制作したLive2Dを使用し、ゲーム・イラスト制作・マンガ制作・Live2D制作等の実況配信を行っている[1][19]。

### イラストレーターとしての活動
- キャラクターデザイン＋Live2D制作依頼を受けており、制作実績等を自身のYoutubeチャンネル内で公開している[1][20]。
また、自身のskebにて依頼ベースのイラスト制作も行っている[21]